# Andrea Spendolini-Sirieix
Pour les articles homonymes, voir Sirieix.
Andrea Spendolini-Sirieix, née le 11 septembre 2004 à Londres est une plongeuse britannique. 
Elle est deux fois championne européenne, deux fois aux Jeux du Commonwealth et deux fois championne nationale dans les épreuves de haut-vol à 10 m et de haut-vol à 10 m synchronisé.

## Biographie

### Famille
Andrea Spendolini-Sirieix est la fille de l'hôtelier français Fred Sirieix et d'Alex Spendolini.

### Carrière
Aux championnats britanniques de plongeon de 2018, Spendolini-Sirieix et sa collègue Josie Zillig, remportent l'épreuve féminine de  à 10 m synchronisé, effectuant cinq plongeons en tant que seules participantes. L'année suivante, en partenariat avec Emily Martin, elle remporte la compétition féminine de haut-vol synchronisé aux Championnats d'Europe juniors à Kazan.
Andrea Spendolini-Sirieix remporte une médaille d'or en solo aux championnats britanniques de plongeon dans la compétition féminine dehaut-vol à 10 m en 2020, et quelques semaines plus tard, elle remporte sa première médaille d'or internationale au Grand Prix FINA de plongeon à Rostock en février 2020,.
Andrea Spendolini-Sirieix gagne sa place en tant que plus jeune membre de l'équipe de plongeon de la délégation britannique des jeux olympiques de 2020 à Tokyo après une série de solides performances au cours des deux années précédentes, dont deux médailles aux Championnats d'Europe de 2021. À Tokyo, âgée de seulement 16 ans, elle atteint la finale olympique de haut-vol à 10 m, terminant finalement septième.
Elle est sélectionnée comme jeune personnalité sportive de la BBC pour l’année 2020.
En mai 2021, Andrea Spendolini-Sirieix et Noah Williams remportent une médaille d'argent dans l'épreuve haut-vol synchronisé à 10 m mixte aux Championnats d'Europe de natation de 2020. Elle y remporte également une médaille de bronze en haut-vol à 10 m.
En août 2022, elle remporte deux médailles d'or, au 10 m féminin et au 10 m synchronisé en paires mixtes avec Noah Williams, et une médaille d'argent, au 10 m synchronisé féminin avec Eden Cheng, aux Jeux du Commonwealth à Birmingham.
En juillet 2023 Lois Toulson and Andrea Spendolini-Sirieix gagnent la médaille d'argent aux championnats du monde de natation au 10 m féminin synchronisé.